# Alex Callier
Alex Callier (Sint-Niklaas, 6 december 1972) is een Belgische muzikant, vooral bekend van zijn band Hooverphonic.

## Beknopte biografie
Callier volgde tussen 1990 en 1993 een opleiding Beeld, geluid en montage aan het RITCS. Na zijn studies ging hij aan de slag als klanktechnicus bij de openbare Vlaamse omroep VRT (met name Kulderzipken en FC De Kampioenen). In 1995 richtte hij mee Hoover op (later Hooverphonic), waar hij als muzikant actief is, maar ook als componist en producer. In 1999 schreef hij de muziek voor de Belgische film Shades. In 2000 ontving hij hiervoor de ZAMU Award voor beste Belgische producer.
In 2009 lanceerde hij zijn solo-project Hairglow. Hij schreef in 2018 mee aan A Matter of Time, het lied waarmee Sennek naar het Eurovisiesongfestival ging.

## ACTA-voorstander
Alex Callier was voorstander van het inmiddels afgekeurde ACTA-verdrag. Hij heeft dit voorstel om het internet aan banden te leggen onder andere verdedigd in het Europees Parlement.

## The Voice van Vlaanderen
In 2012 en 2013 was hij jurylid in het programma: The Voice van Vlaanderen.
In deze zangwedstrijd begeleidt hij jonge artiesten met de opstart van hun zangcarrière. In 2017 keerde hij terug in het tv-programma. Ook in 2019 was hij van de partij als jurylid.

## Eurovisiesongfestival
In 2020 en 2021 nam Hooverphonic deel aan het Eurovisiesongfestival. Op het online songfestival (2020) eindigde ze op de 5e plaats met het nummer 'Release me'. In 2021 raakte Hooverphonic ook in de finale, maar op de 19e plek met het nummer 'The Wrong Place'.
- Biblioteca Nacional de España: XX1625415
- Gemeinsame Normdatei: 143337181
- International Standard Name Identifier: 0000 0004 0696 8258
- MusicBrainz: ed6a0639-3f20-4597-9008-6ba37e617f72
- Istituto Centrale per il Catalogo Unico: LO1V343226
- Virtual International Authority File: 162781226
- WorldCat: E39PBJhhvjd7HmMHHbHDB3X8G3